# Siêu bão ở Đại Tây Dương năm 1780
Siêu bão năm 1780, còn gọi là bão San Calixto, siêu bão Antilles, và tai họa năm 1780, có lẽ là bão Đại Tây Dương gây thiệt hại nhân mạng cao nhất từng ghi nhận được. Từ 20.000 đến 22.000 người thiệt mạng khi bão qua quần đảo Tiểu Antilles tại Caribe trong giai đoạn 10–16 tháng 10. Không rõ về chi tiết đường đi và sức mạnh của bão do cơ sở dữ liệu bão Thái Bình Dương chính thức chỉ có đến năm 1851.
Bão tấn công Barbados với sức gió có thể vượt quá 320 km/h (200 mph), trước khi chuyển qua Martinique, Saint Lucia, và Sint Eustatius. Cơn bão đến vào giữa Cách mạng Mỹ, gây thiệt hại nặng nề cho các hạm đội Anh và Pháp đang tranh đoạt quyền kiểm soát khu vực. Bão sau đó qua gần Puerto Rico và phần phía đông của Hispaniola, gây thiệt hại nặng cho các khu vực gần bờ biển. Cuối cùng, bão chuyển hướng đông bắc trước khi được quan sát lần cuối cùng vào ngày 20 tháng 10 tại đông nam của mũi Race, Newfoundland.

## Lịch sử khí tượng học

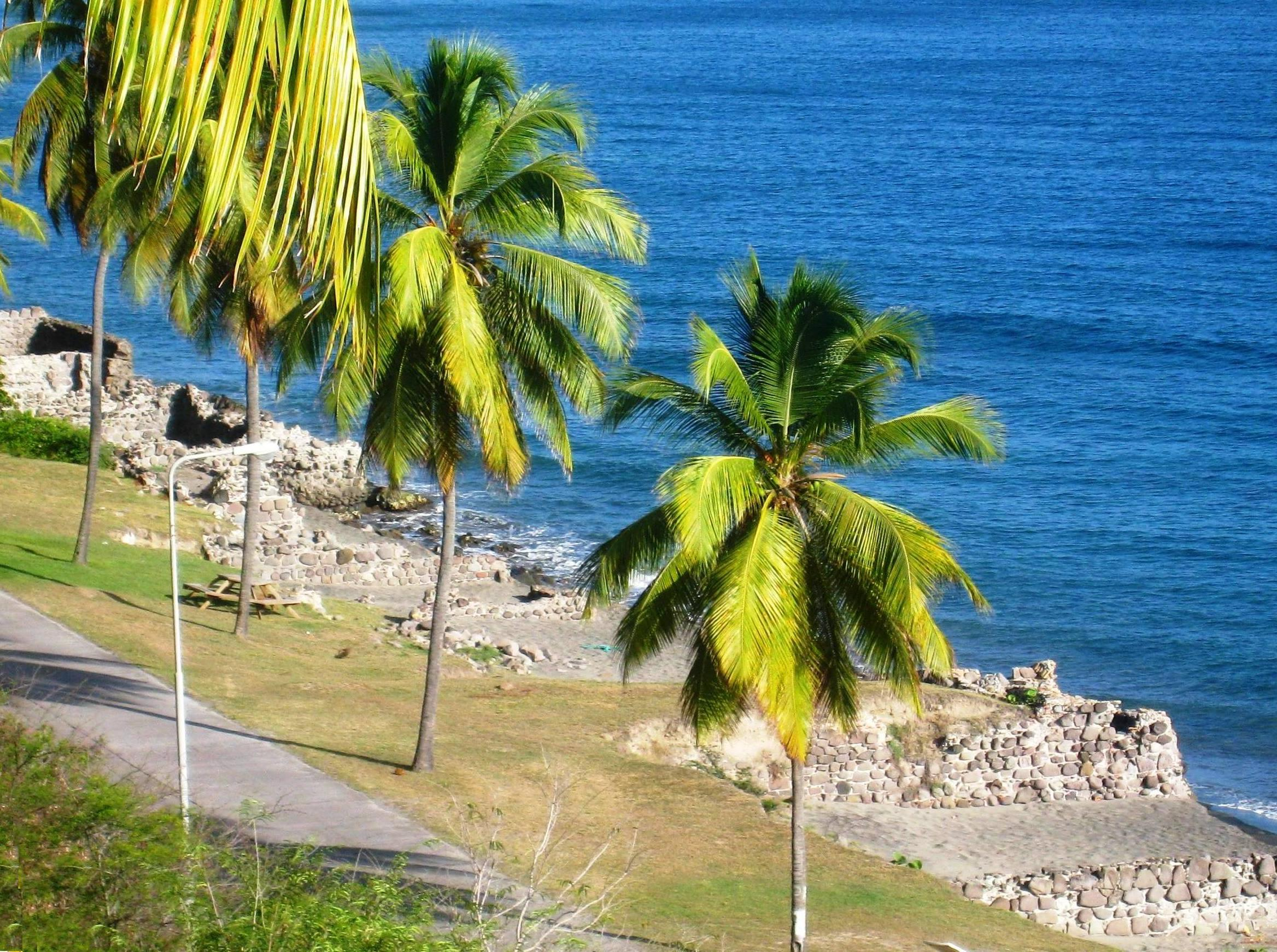
Các kho hàng trên bờ biển của St. Eustatius bị thiệt hại do bão.

Không rõ về nguồn gốc chính xác của bão song có lẽ giống như nhiều cơn bão khác, nó phát triển tại phía đông Đại Tây Dương ở ngoài khơi quần đảo Cabo Verde vào đầu tháng 10. Hệ thống mạnh lên và mở rộng khi nó đi chậm về phía tây và bắt đầu ảnh hưởng đến Barbados từ cuối ngày 9 tháng 10. Sang ngày 10 tháng 10, phần tệ nhất của bão đi qua đảo. Đầu ngày 11 tháng 10, bão chuyển hướng bắc-tây bắc ở điểm cách khoảng 90 kilômét (56 mi) về phía đông của Saint Lucia, và đêm hôm đó tới gần đảo Martinique. Xoáy thuận bắt đầu suy yếu khi nó đi qua phía tây nam của Dominica vào đầu ngày 12 tháng 10 và sau đó tấn công đảo Guadeloupe.
Sau khi tấn công Guadeloupe, bão chuyển hướng tây-tây bắc, đi qua khoảng 145 kilômét (90 mi) về phía tây nam của Saint Kitts. Bão dần tiến đến gần Puerto Rico, đi song song với đường bờ biển phía nam của đảo, và đến ngày 14 tháng 10 thì tiến đến điểm gần đảo nhất nằm ở phần tây nam của đảo. Sau đó, bão chuyển hướng tây bắc, tấn công đảo Mona trên hành lang Mona trước khi đổ bộ gần tỉnh Samaná của Cộng hòa Dominica hiện nay. Sang ngày 15 tháng 10, bão tiến đến Đại Tây Dương và sau khi qua khu vực cách 260 kilômét (160 mi) về phía đông của đảo Grand Turk, người ta ước đoán bão đổi hướng đông bắc. Bão qua khu vực cách 240 kilômét (150 mi) về phía đông nam của Bermuda vào ngày 18 tháng 10, và quan sát được lần cuối vào hai ngày sau đó tại khu vực cách khoảng 475 kilômét (295 mi) về phía đông nam của mũi Race, Newfoundland.
Ngày 19 tháng 10, gió mạnh và triều cao ghi nhận được tại tỉnh Đông Florida của Anh. Một sử gia hiện đại đưa ra giả thuyết rằng bão đi gần tỉnh hơn so với nhận định trước đó. Khả năng khác được cân nhắc là một phần mở rộng của một cơn bão tại phía tây biển Caribe. Do thiếu dữ liệu, không rõ về đường đi chính xác của siêu bão.

## Tác động
Siêu bão bắt đầu ảnh hưởng đến Barbados với mưa vào cuối ngày 9 tháng 10. Gió tây bắc mạnh lên suốt ngày 10 tháng 10. Các tàu trong vịnh bị đứt neo gần 4 giờ chiều, và "tác động đầy đủ" đến vào 6 giờ tối. Gió dần đổi hướng tây trong suốt đêm và đạt đỉnh vào nửa đêm. Tốc độ trở lại lại bình thường vào 8 giờ sáng ngày 11 tháng 10. Những trận gió này gợi ý rằng tâm bão đi qua phía bắc của Barbados. Bão sinh ra gió dữ dội đến nỗi mọi người không thể nghe thấy lời nói của họ. Bão lột vỏ cây cối và không còn cây nào còn đứng được trên đảo. Thậm chí các cơn bão mạnh nhất cũng không thể lột được vỏ cây, và nhà khí tượng học người Cuba José Carlos Millás ước tính rằng hiện tượng này cần đến mưa và gió trên 200 dặm Anh trên giờ (320 km/h). Những cơn gió cũng phá hủy mọi ngôi nhà tại Barbados. Bão cũng phá hủy toàn bộ các pháo đài trên đảo. Theo đô đốc người Anh George Brydges Rodney, gió mang các trọng pháo của họ lên cao 100 foot (30 m). Khoảng 4.500 người thiệt mạng tại Barbados.
Tại Saint Vincent, bão phá hủy 584 trong số 600 căn nhà tại Kingstown. Tại Grenada, 19 tàu của Hà Lan bị đắm. Tại Saint Lucia, những cơn sóng dữ và một cơn triều bão mạnh tấn công hạm đội của Đô đốc người Anh Rodney tại Port Castries, một chiếc thuyền tàn phá bệnh viện của đô thị do nó bị nâng lên đỉnh của bệnh viện. Chỉ hai căn nhà tại Port Castries là không bị tàn phá do bão, trên đảo có khoảng 6.000 người thiệt mạng. Hạm đội của Rodney bị mất các tàu như tuần phòng hạm HMS Phoenix đắm trên bờ biển Cuba, và HMS Blanche biến mất không dấu vết, các tuần phòng hạm hạng sáu HMS Andromeda và HMS Laurel bị đắm tại Martinique với thiệt hại nặng nề về nhân mạng và năm thuyền nhỏ khác bị đắm hoặc chìm. Tuy nhiên, thiệt hại nặng nề nhất của hạm đội Anh là đội của Chuẩn đô đốc Joshua Rowley, đội này bị bão tấn công ở ngoài khơi bờ biển San Domingo. Hai tàu chiến tuyến là HMS Thunderer chìm cùng toàn bộ thủy thủ, và HMS Stirling Castle vỡ tan trên bờ biển với ít hơn 50 người sống sót, sáu tàu còn lại đều bị hư hỏng nghiêm trọng.
Một hạm đội gồm 40 tàu Pháp tham dự Chiến tranh Cách mạng Mỹ bị lật úp do bão ở ngoài khơi Martinique; khoảng 4.000 binh sĩ chết đuối. Trong số thiệt hại của Pháp, có các tàu chiến thuyến Palmier, Intrépide và Magnifique và tàu tuần phòng Junon. Bão gây ra sóng dâng 25 foot (7,6 m) tại Martinique, tàn phá toàn bộ nhà cửa tại Saint-Pierre; 9.000 người thiệt mạng trên đảo. Gió dữ dội, mưa, và sóng dâng, gây thiệt hại nghiêm trọng tại Roseau, Dominica. Một trận sóng dâng cũng đập vào bờ biển phía nam của Guadeloupe và gây thiệt hại đáng kể. Gió mạnh có tác động đến Antigua và Saint Kitts, nhiều tàu bị dạt vào bờ tại Saint Kitts. Một sĩ quan hải quân Hà Lan trên tàu bị bão thổi từ St. Eustatius đến Martinique báo cáo thiệt hại tại Saint-Pierre (Martinique), St. Vincent và St. Lucia. Khi trở về St. Eustatius ông báo cáo rằng tại đây "cũng có vài nhà cửa bị tàn phá" và nước biển làm hỏng hàng hóa để trên bờ biển. Tuy nhiên, ông nói rằng tình hình không tệ như các đảo của Pháp và Anh..
Thiệt hại nặng nề được báo cáo tại miền nam Puerto Rico, chủ yếu là tại Cabo Rojo và Lajas. Thiệt hại nghiêm trọng cũng xảy ra tại khu vực miền đông của Santo Domingo. Bão sau đó làm mắc cạn 50 tàu gần Bermuda. Trên đường đi của mình, bão khiến cho trên 20.000 thiệt mạng, có thể lên đến 24.000, trở thành bão gây thiệt hại nhân mạng cao nhất trong lịch sử bão Đại Tây Dương.